# 名もなき君へ
「名もなき君へ」（なもなききみへ）は、2003年10月・11月に、NHKの音楽番組『みんなのうた』で放送された楽曲。作詞・作曲：Yae、編曲：ハウゴー&ホイロップ、歌：Yae。